# 킷 해링턴
킷 해링턴(Kit Harington, 1986년 12월 26일 ~ )은 잉글랜드의 배우이다.
HBO 드라마 시리즈 왕좌의 게임의 존 스노우 역으로 이름을 알렸다. 동일 드라마에 함께 출연한 로즈 레슬리와 결혼했다.

## 출연 작품

### 텔레비전
- 왕좌의 게임 (2011-19) - 존 스노우 역
- Gunpowder (2017)
- 새터데이 나이트 라이브 (2019) - 진행
- 프렌즈: 더 리유니언 (2021, Friends: The Reunion)
- 모던 러브 (2021, Modern Love)
- 2050: 벼랑 끝 인류 (2023)

### 영화
- 사일런트 힐: 레벨레이션 (2012)
- 폼페이: 최후의 날 (2014) - 마일로 역
- 드래곤 길들이기 2 (2014) - 에렛 역(목소리)
  - 드래곤 길들이기 3 (2019) - 에렛 역
- 청춘의 증언 (2014) - 롤랜드 레이튼 역
- 7번째 아들 (2015) - 빌리 브래들리 역
- 스푹스: MI5 (2015) - 윌 홀러웨이 역
- 세븐 데이즈 인 헬 (2015, 7 Days in Hell)
- 브림스톤 (2016) - 새뮤얼 역
- 존 F. 도노반의 죽음과 삶 (2018)
- 이터널스 (2020) - 데인 휘트먼 / 블랙 나이트 역